# Étiolles
Étiolles ist eine französische Gemeinde mit 3100 Einwohnern (Stand: 1. Januar 2022) im Département Essonne in der Region Île-de-France. Die Gemeinde gehört zum Arrondissement Évry und ist Teil des Kantons Draveil. Die Einwohner werden Étiollais genannt.

## Geographie
Étiolles liegt an der Seine etwa 27 Kilometer südöstlich von Paris. Umgeben wird Étiolles von den Nachbargemeinden Soisy-sur-Seine im Norden und Nordwesten, Quincy-sous-Sénart im Nordosten, Tigery im Osten, Saint-Germain-lès-Corbeil im Südosten, Corbeil-Essonnes im Süden sowie Évry im Westen und Nordwesten.
Ein Teil des Waldgebietes Forêt de Sénart liegt im Gemeindegebiet.

## Vorgeschichte
In Étiolles liegt eine archäologische Stätte einer 15.000 Jahre alten Jäger-und-Sammler-Gemeinschaft. Die exhumierten Objekte ermöglichen es, das tägliche Leben der Bewohner der Ile-de-France zu verstehen. Seit den ersten Ausgrabungen im Jahr 1972 wurden Spuren mehrerer aufeinanderfolgender Phasen entdeckt. Der Ort ist für die bemerkenswerte Erhaltung seiner Überreste bekannt. Für diesen Zeitraum gibt es europaweit nur etwa zehn Vorkommen dieser Qualität.

## Einwohnerentwicklung
| 1962 | 1968 | 1975 | 1982 | 1990 | 1999 | 2006 | 2011 |
| 774  | 1208 | 1530 | 1570 | 2107 | 2548 | 2982 | 3101 |

## Sehenswürdigkeiten
- Kirche Saint-Martin aus dem 12. und 13. Jahrhundert, seit 1950 Monument historique

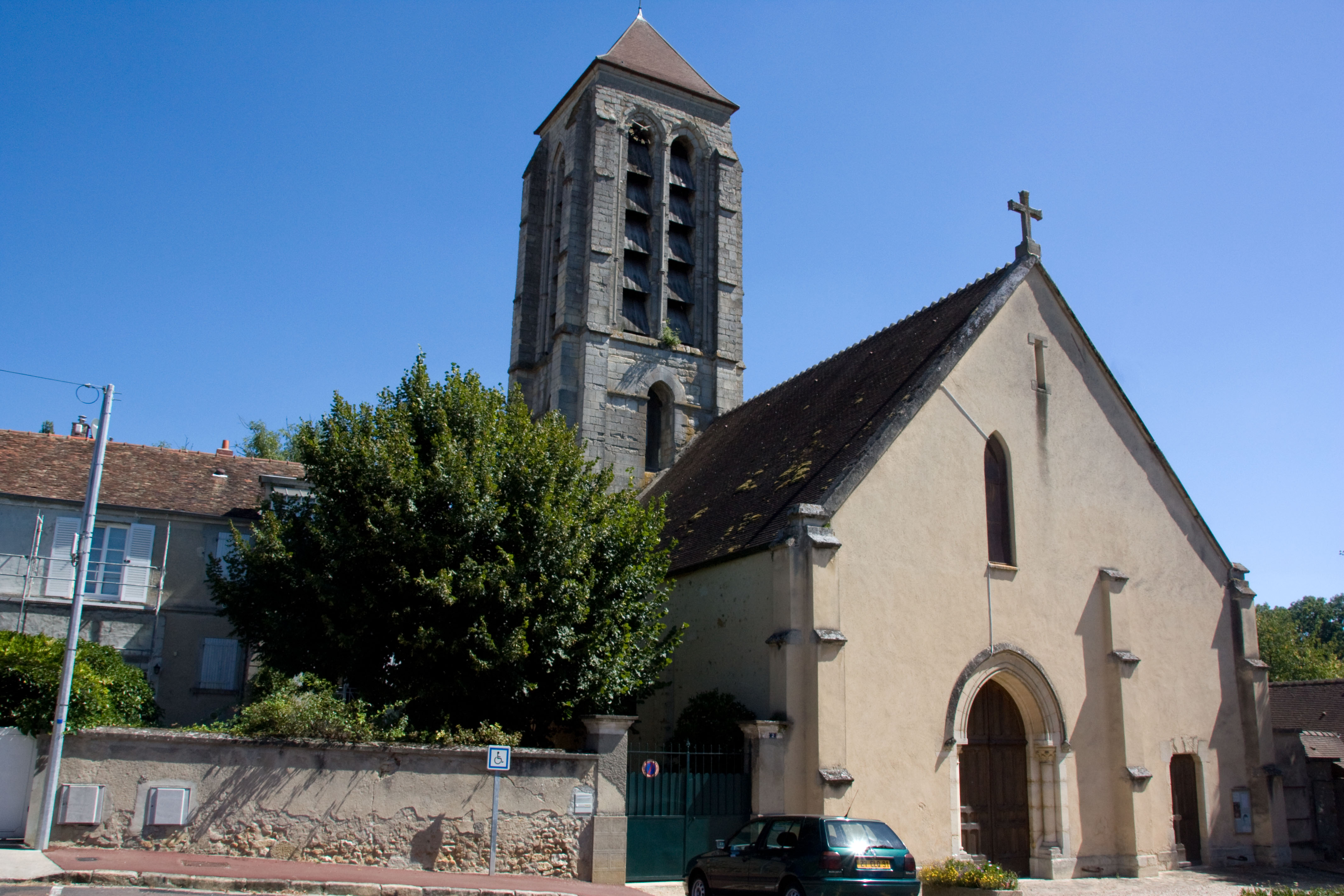
Kirche Saint-Martin

- Île aux Paveurs, Seineinsel

## Persönlichkeiten
- Madame de Pompadour (1721–1764), seit 1741 auch Madame Le Normant d’Étiolles[1]
- Charles-Guillaume Lenormant d’Étiolles (1717–1799), Bankier und Mann der Pompadour